# جم و هولوگرام‌ها
جم و هولوگرام‌ها (انگلیسی: Jem and the Holograms) یک فیلم درام آمریکایی در سبک موزیکال محصول سال ۲۰۱۵ به تهیه‌کنندگی و کارگردانی جان ام. چو، نویسندگی رایان لندلز با بازی آبری پیپلز (به عنوان شخصیت اصلی)، استفانی اسکات، هیلی کییوکو، آرورا پرینو، رایان گوزمن، مالی رینگوالد و جولیت لوئیس است. این فیلم که بر اساس مجموعه تلویزیونی انیمیشن دهه ۱۹۸۰ کریستی مارکس جم ساخته شده بود، توسط السپارک پیکچرز (یکی از زیرمجموعه‌های استودیو هاسبرو) و بلوم‌هاوس پروداکشنز تولید شد.
علاقه چو به ساخت اقتباس سینمایی از جم بر این اساس است که با خواهرانش تماشای سریال اصلی را بزرگ کرده‌است. او ۱۱ سال قبل اقدام به ساخت این فیلم کرده بود، اما به دلیل هزینه از سوی یونیورسال رد شد. این فیلم در ۲۳ اکتبر ۲۰۱۵ توسط یونیورسال پیکچرز اکران شد. این فیلم یک بمب باکس آفیس بود و با بودجه ۵ میلیون دلاری ۲ میلیون دلار در سرتاسر جهان فروخت. نقدهای منفی منتقدان دریافت کرد و توسط طرفداران سری انیمیشن اصلی مورد بررسی قرار گرفت، اگرچه عملکرد لوئیس مورد تحسین قرار گرفت.

## بازخوردها
این فیلم به‌طور کلی نقدهای منفی از سوی منتقدان و طرفداران سری انیمیشن اصلی دریافت کرد.
- وب‌سایت جمع‌آوری نقد راتن تومیتوز بر اساس ۷۹ بررسی، با میانگین امتیاز ۳٫۹ از ۱۰ را دارد.[۶]
- در متاکریتیک بر اساس ۱۶ منتقد، امتیاز ۴۲ از ۱۰۰ را می‌دهد که نشان دهنده «بررسی‌های مختلط یا متوسط» است.[۷]
- تماشاگرانی که توسط سینماسکور مورد نظرسنجی قرار گرفتند، میانگین نمره "B+" را در مقیاس A+ تا F دادند.[۸]